# Worrisome Heart
Worrisome Heart é o álbum de estreia da cantora de jazz norte-americana Melody Gardot, lançado a 26 de Fevereiro de 2008, pela Verve Records.
Worrisome Heart foi composto na íntegra por Gardot, tendo tido uma edição independente em 2006. O álbum contém algumas músicas editadas anteriormente no seu EP de estreia, Some Lessons: The Bedroom Sessions (2005).

## Faixas
Todas as faixas escritas e compostas por Melody Gardot.. 
| N.º | Título                      | Duração |  |
| 1.  | "Worrisome Heart"           | 4:21    |  |
| 2.  | "All That I Need Is Love"   | 2:36    |  |
| 3.  | "Gone"                      | 2:50    |  |
| 4.  | "Sweet Memory"              | 3:21    |  |
| 5.  | "Some Lessons"              | 5:23    |  |
| 6.  | "Quiet Fire"                | 4:13    |  |
| 7.  | "One Day"                   | 2:02    |  |
| 8.  | "Love Me Like a River Does" | 4:06    |  |
| 9.  | "Goodnite"                  | 3:04    |  |
| 10. | "Twilight"                  | 1:01    |  |

## Desempenho nas tabelas musicais
| Tabelas (2008–2010)            | Melhor Posição |
| ------------------------------ | -------------- |
| U.S. Billboard 200             | 80             |
| U.S. Billboard Top Heatseekers | 4              |
| U.S. Billboard Top Jazz Albums | 2              |
| UK Albums Chart                | 172            |
| French Albums Chart            | 8              |
| German Albums Chart            | 44             |
| Norwegian Albums Chart         | 31             |
| Swedish Singles Chart          | 25             |